# Achyra rantalis
Achyra rantalis là một loài bướm đêm trong họ Crambidae.

## Hình ảnh

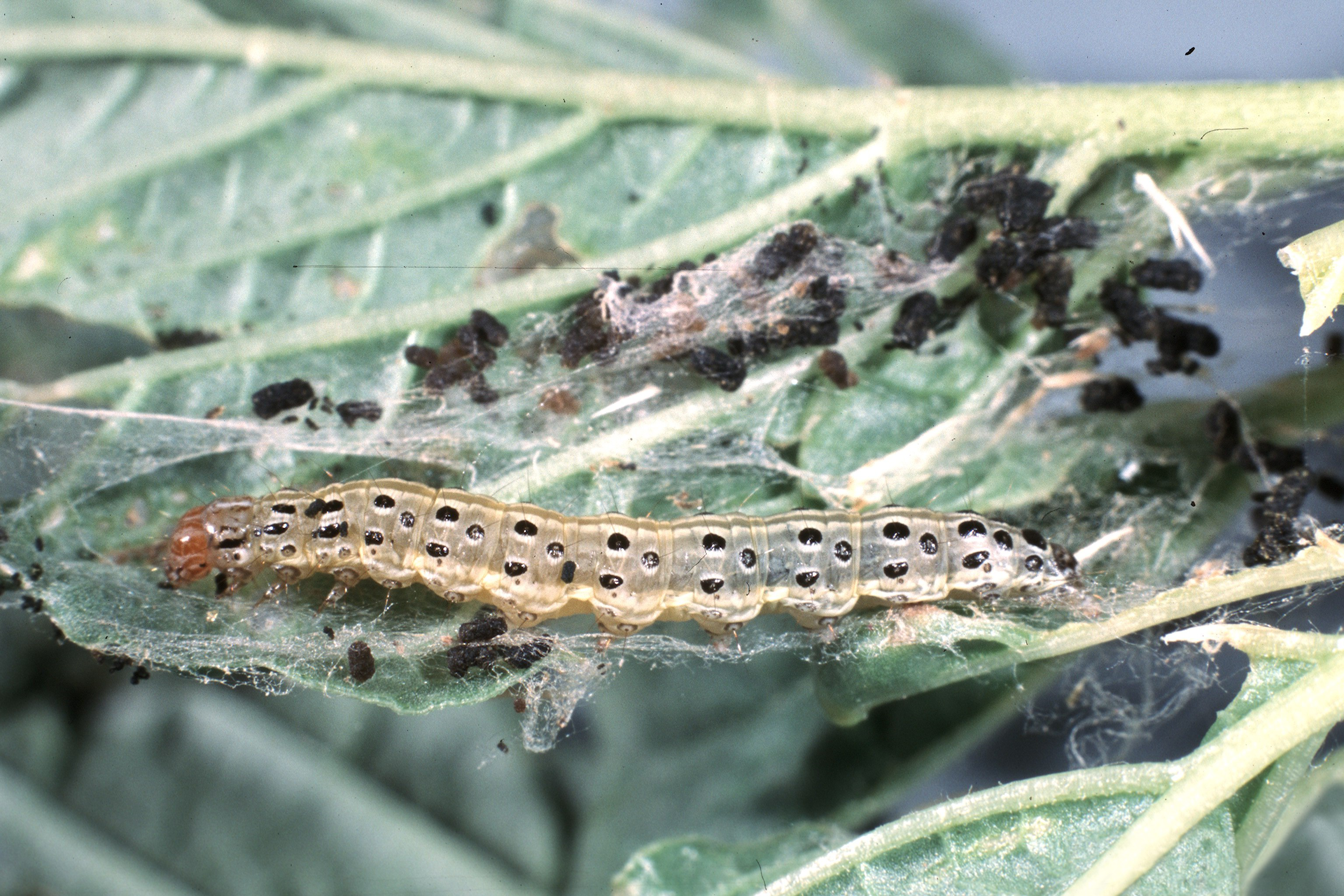